# Парламентские выборы в Германии (1930)
Парламентские выборы в Германии 1930 года состоялись 14 сентября. Явка составила 82 %. В выборах в 5 рейхстаг участвовало большинство партий Веймарской Республики. Формальной победительницей стала СДПГ, но она не получила не только абсолютного большинства, но даже и четверти всех голосов. Настоящий электоральный успех на выборах получили ультраправые — улучшившая свой результат в 7 раз НСДАП фактически перестала быть маргинальной силой и стала второй по величине в рейхстаге. Третье место заняла КПГ. Старые правые (Немецкая национальная народная партия) утратили почти половину своих голосов в парламенте и переместились со второго места на пятое: по мере развития мирового экономического кризиса выяснилось, что партию, программа которой не включает социалистических пунктов, поддерживают в основном состоятельные люди.
Три антивеймарские партии (НСДАП, КПГ и НННП) суммарно получили 38,4 % голосов избирателей и 39 % мест в новом рейхстаге (из-за «утери» небольшого количества голосов, поданных за непрошедшие в рейхстаг партии). Формирование правительства было крайне затруднено, так как никто не хотел вступать в коалиции, вследствие чего канцлер был вынужден опираться на прямую поддержку президента.

## Предыстория
Социал-демократическая партия Германии набирала наибольшее количество голосов и была крупнейшей партией на всех выборах с 1919 по 1930 годы. Она возглавляла коалиционное правительство в период с 1919—1920 и 1928—1930 годы.
После парламентских выборов в Германии 1928 года была сформирована большая коалиция под руководством социал-демократического канцлера Германа Мюллера. Однако коалиция распалась 27 марта 1930 года. Президент Германии Гинденбург назначил канцлером политического деятеля партии Центра и академика Генриха Брюнинга, который сформировал правительство меньшинства.
Новое правительство столкнулось с экономическим кризисом, вызванным Великой депрессией. Брюнинг сообщил своим соратникам в НННП, что его главная цель в качестве канцлера будет заключаться в том, чтобы освободить немецкую экономику от бремени выплат военных репараций и внешнего долга. Это потребует непопулярной политики жестких кредитов и отмены всех повышений заработной платы (внутренняя девальвация). Рейхстаг отклонил меры Брюнинга в течение месяца, но затем он использовал чрезвычайные полномочия, чтобы их принять. Рейхстаг отклонил указ о чрезвычайном положении 256 голосами социал-демократов, коммунистов, НННП и нацистов. Брюнинг попросил Гинденбурга распустить рейхстаг, что он незамедлительно и сделал 18 июля 1930 года. Новые выборы были проведены 14 сентября 1930 года.

## Результаты выборов
| Партия          | Партия                                              | Число голосов | Доля голосов | Δ        | Мест получено | Δ     |
| --------------- | --------------------------------------------------- | ------------- | ------------ | -------- | ------------- | ----- |
|                 | Социал-демократическая партия Германии              | 8 575 244     | 24,53 %      | ▼5,27 %  | 143           | ▼10   |
|                 | Национал-социалистическая немецкая рабочая партия   | 6 379 672     | 18,25 %      | ▲15,65 % | 107           | ▲95   |
|                 | Коммунистическая партия Германии                    | 4 590 160     | 13,13 %      | ▲2,53 %  | 77            | ▲23   |
|                 | Католическая партия центра                          | 4 127 000     | 11,81 %      | ▼0,29 %  | 68            | ▲7    |
|                 | Немецкая национальная народная партия               | 2 457 686     | 7,03 %       | ▼7,17 %  | 41            | ▼32   |
|                 | Немецкая народная партия                            | 1 577 365     | 4,51 %       | ▼4,19 %  | 30            | ▼15   |
|                 | Партия немецкого среднего класса                    | 1 361 762     | 3,9 %        | ▼0,61 %  | 23            | 0     |
|                 | Немецкая демократическая партия                     | 1 322 034     | 3,78 %       | ▼1,03 %  | 20            | ▼5    |
|                 | Христианско-национальная партия фермеров и крестьян | 1 108 043     | 3,17 %       | ▲1,31 %  | 19            | ▲10   |
|                 | Баварская народная партия                           | 1 058 637     | 3,03 %       | ▼0,07 %  | 19            | ▲2    |
|                 | Христианско-социальная народная служба              | 868 269       | 2,48 %       | новая    | 14            | новая |
| Прочие партии   | Прочие партии                                       | 1 798 627     | 4,38 %       |          | 16            |       |
| Общий результат | Общий результат                                     | 35 224 499    | 100 %        |          | 577           |       |